# William Gates (Soldat)

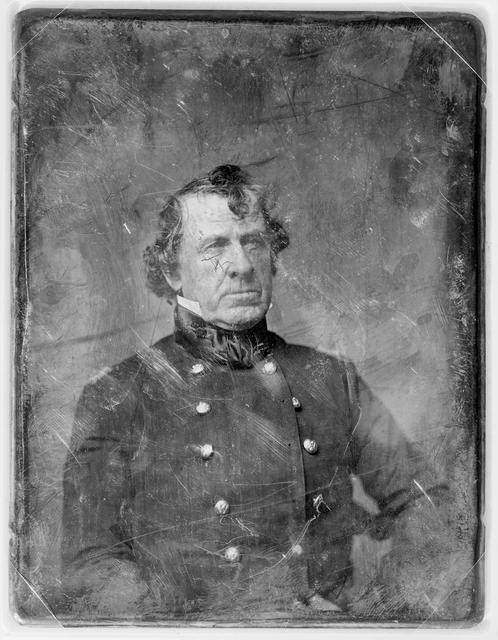
William Gates

William Gates (* 6. April 1788 in Gloucester, Massachusetts; † 7. Oktober 1868 in New York City) war ein Offizier in der United States Army, der von 1801 bis zu seinem Tod 1867 im aktiven Dienst war. Er war am Britisch-Amerikanischen Krieg, Seminolenkrieg, Mexikanisch-Amerikanischen Krieg und dem Sezessionskrieg beteiligt.

## Frühes Leben
Gates’ Vater war Captain Lemuel Gates, ein Veteran aus dem Unabhängigkeitskrieg.

## Militärkarriere
Gates war einer der ersten Kadetten an der West Point Military Academy. Er war an der Akademie zwischen 1801 und 1806. 1806 wurde er zum Second Lieutenant in der US Army in einem Artillerieregiment. Er war der 11. Absolvent von West Point und der Klassenbeste der Klasse von 1806.
Er war in verschiedenen Forts an der Atlantikküste stationiert und wurde 1807 zum First Lieutenant befördert.

### Krieg von 1802
Im Krieg von 1812 war er der Adjutant eines Artillerieregiments und Aide-de-Camp von Brigadegeneral Moses Porter. Er war an der Eroberung von Toronto am 27. April 1813 beteiligt. 1813 wurde er zum Captain befördert.
Am 27. Mai 1813 war er an der Eroberung von Fort George beteiligt.
Er war zwischen 1813 und 1815 der Befehlshaber von Fort Independence in Massachusetts. Gleichzeitig eroberten die Briten Maine, was zur Befürchtung führte, dass ganz Neuengland im Fokus von britischen Angriffen stehen könnte, jedoch wurde Massachusetts nie angegriffen.

### Weitere
Gates war in Fort Niagara, New York stationiert zwischen 1815 und 1820. Er war einige Jahre an verschiedenen Orten in New York stationiert.
Er wurde 1823 zum Major befördert.
Seine nächsten Einsätze waren 1827 in Fort McHenry, Maryland, 1817 bis 1829 in Fort Madison, Florida, 1829 in Fort Moultrie in Charleston, South Carolinas und 1829 bis 1832 in Fort Marion, Florida.
Gates wurde zum Befehlshaber des ersten Artillerieregiments ernannt. Er wurde in Fort Monroe, Virginia stationiert, dann in Charleston, South Carolina und wieder in Fort Moultrie von 1833 bis 1835.

### Seminolenkrieg
Er wurde in Fort Washington, Maryland von 1835 bis 1836 stationiert und diente anschließend im Seminolenkrieg zwischen 1836 und 1838. Er war an der Verteidigung von Fort Barnwell am 12. April 1836 beteiligt. Im Juni 1836 wurde er vor ein Militärgericht gestellt wegen Feigheit, da er versäumte die Leichen von getöteten Soldaten außerhalb seiner Stellung einzusammeln, was dazu führte, dass diese von Indianern verstümmelt wurden.
Gates wurde zum zweiten Artillerieregiment versetzt und dann später zum Lieutenant Colonel befördert.
Gates verhaftete den Befehlshaber der Indianer am 21. Oktober 1837 während Friedensverhandlungen in Fort Marion. Er war später an Gefechten gegen die Cherokee Nation beteiligt. Er kehrte 1839 nach Florida zurück.

### Krieg mit Mexiko
Er war zwischen 1842 und 1843 in Fort Moultrie stationiert und in Savannah, Georgia. Am 13. Oktober 1845 wurde er zum Colonel befördert und erhielt das Kommando über das dritte Artillerieregiment. Somit war er einer der höchstrangigen Offiziere zu der Zeit. Er diente im Krieg mit Mexiko als Gouverneur von Tampico, Mexiko. Zwischen 1848 und 1853 war er Kommandant von Fort Adams in Newport, Rhode Island.

### Untergang der SS San Francisco
Im Jahre 1853 wurden Gates und sein Regiment nach Kalifornien abkommandiert. Gates und hunderte seiner Soldaten waren an Bord des Dampfschiffes SS San Francisco als dieses am 24. Dezember 1853 in einem Sturm unterging. Da Gates dafür verantwortlich gemacht wurde, hatte er bis 1861 kein Kommando über eine Einheit mehr.

### Bürgerkrieg
Mit dem Ausbruch des Bürgerkrieges im April 1861 brauchte die Union mehr Mannstärke und gab Gates deshalb trotz seines erhöhten Alters ein Kommando. Im Dezember erhielt er das Kommando über Fort Trumbull in Connecticut. Er ging 1863 in den Ruhestand, blieb jedoch Kommandant von Fort Trumbull aufgrund von Personalmangel der Armee. 1864 wurde er ins Fort Constitution, New Hampshire versetzt. Dort verblieb er bis zu seinem endgültigen Ausscheiden aus der Armee 1867 nach 66 Jahren Dienst.
Nach dem Bürgerkrieg wurde Gates für seine lange Dienstzeit zum Brigadegeneral befördert.

## Tod
General Gates starb am 7. Oktober 1868 im Alter von 80 Jahren.